# Сокіл (Покровський район)
Со́кіл — село Очеретинської селищної громади Покровського району Донецької області, в Україні. Населення становить 0 осіб.

## Загальні відомості
Відстань до райцентру становить близько 33 км і проходить автошляхом місцевого значення.
Землі села межують із територією с. Євгенівка Покровського району Донецької області.

## Населення
За даними перепису 2001 року населення села становило 66 осіб, із них 89,39 % зазначили рідною мову українську та 10,61 %— російську.